# Francesc de Paula de Dusai i de Marí
Francesc de Paula de Dusai i de Marí   (Barcelona, 1758 - Barcelona, 5 d'octubre de 1825).

## Biografia
Era fill de Francesc Fèlix de Dusai i de Fivaller (1730-1793) i de Teresa de Marí i de Montserrat (1736-1793).
Durant 35 anys va estar vinculat a la Reial Acadèmia de Ciències i Arts de Barcelona, primer com a secretari general (1789-1804) i després vicepresident (1820-1824). Va presentar estudis sobre la metal·lúrgia (1787), el platí (1788), sobre l'art de la fabricació del vidre (1792) i sobre l'acadèmic i artista Joan González Figueras (1800). També va ser regidor de l'Ajuntament de Barcelona (1796).
El 1796, el rei Carles IV li va concedir el títol de marquès de Dusai, que posteriorment seria canviat al de Monistrol d'Anoia, nom que manté en l'actualitat.